# Paul Leopold Haffner
Paul Leopold Haffner (Horb am Neckar, 21 gennaio 1829 – Magonza, 2 novembre 1899) è stato un vescovo cattolico tedesco.

## Biografia
Entrato nello stato ecclesiastico, fu docente al seminario di Magonza all'epoca del Kulturkampf.
Accanto al vescovo Wilhelm Emmanuel von Ketteler, sostenne la causa cattolica grazie alla sua attività di oratore, giornalista e scrittore: lasciò numerosi scritti sull'ordine sociale cristiano; pronunciò popolari discorsi al Katholikentag, soprattutto a quello del 1877; partecipò alla fondazione del Görres-Gesellschaft, di cui diresse la sezione filosofica; a partire dal 1864, fu membro del comitato direttivo per l'edizione del Frankfurter Zeitgemäße Broschüren.
Dopo una vacanza durata nove anni della sede vescovile di Magonza, nel 1886 fu eletto successore del vescovo von Ketteler e resse la diocesi fino alla morte, nel 1899.

## Opere
- Die deutsche Aufklärung (Magonza 1864);
- Der Materialismus in der Kulturgeschichte (Magonza 1865);
- Grundlinien der Philosophie (2 volumi, Magonza 1881-1883);
- Der Versuch eines Dilettanten (sotto lo pseudonimo di Minranov, Magonza 1879);
- Wie machen wir's, dass wir kommen in Abrahams Schoß? (sotto lo pseudonimo di Minranov, Magonza 1879);
- Sozialer Katechismus (sotto lo pseudonimo di Arthur von Hohenberg, Magonza 1879).

## Genealogia episcopale e successione apostolica
La genealogia episcopale è:
- Cardinale Scipione Rebiba
- Cardinale Giulio Antonio Santori
- Cardinale Girolamo Bernerio, O.P.
- Arcivescovo Galeazzo Sanvitale
- Cardinale Ludovico Ludovisi
- Cardinale Luigi Caetani
- Cardinale Ulderico Carpegna
- Cardinale Paluzzo Paluzzi Altieri degli Albertoni
- Papa Benedetto XIII
- Papa Benedetto XIV
- Papa Clemente XIII
- Cardinale Giovanni Carlo Boschi
- Cardinale Bartolomeo Pacca
- Cardinale Francesco Serra Cassano
- Arcivescovo Joseph Maria Johann Nepomuk von Fraunberg
- Cardinale Johannes von Geissel
- Vescovo Eduard Jakob Wedekin
- Cardinale Paul Ludolf Melchers, S.I.
- Vescovo Johannes Heinrich Beckmann
- Vescovo Daniele Wilhelm Sommerwerk
- Cardinale Georg von Kopp
- Arcivescovo Johannes Christian Roos
- Vescovo Paul Leopold Haffner

La successione apostolica è:
- Vescovo Hermann Joseph Schmitz (1893)
- Vescovo Dominikus Willi, O.Cist. (1898)
- Arcivescovo Thomas Nörber (1898)